# Sayyid Mahmud Agha
Príncipe Sayyid Mahmud Agha (falecido em 1882) foi um príncipe afegão e Jurista e lobista britânico-indiano. Ele era o irmão de Sayyid Mir Jan e atuou sob ele como 9º Hazrat Ishaan da Ordem Sufi Naqshbandi.

## Ancestralidad
O príncipe é, por parte de mãe, descendente de Bahauddin Naqshband na 15ª geração e em sua linhagem está relacionado com seus ancestrais Abdalcáder Guilani e Haçane Alascari. Através de sua mãe, a realeza imperial mogol é concedida a ele, porque sua mãe também é descendente do imperador mogol Aurangzeb.
Seu pai era um príncipe tribal (Mir) dos Sayyids do Afeganistão, que são descendentes de Huceine ibne Ali.

## Biografia

### O "Rastakhiz"
Junto com seu irmão Sayyid Mir Jan, ele reviveu a cultura naqshbandiana de Hazrat Ishaan, depois de quase esquecida, devido ao trágico martírio de seu bisavô Hazrat Ishaan V, príncipe mogol Sayyid Kamaludeen. Esta fase do renascimento da cultura naqshbandiana é reconhecida pelo termo persa "Rastakhiz", que significa "renascimento". 

### Contribuição
Fontes mencionam ocasiões em que ele ajudou seus seguidores em questões espirituais, sociais e financeiras. O príncipe era conhecido como um forte Oligarch com uma estrutura de inteligência viva. Ele usou sua estrutura de inteligência em particular para salvar vítimas. Uma ocasião popular foi o resgate dos filhos de seus seguidores de seqüestradores criminosos, que abusaram deles por causa do trabalho infantil.

### Cultivando a cultura de Hazrat Ishaan
Sayyid Mahmud Agha foi muito respeitado e bem recebido por seus seguidores, quando viajou para eles em Amritsar, Lahore, Caxemira e também Istambul. Sua ele realizou palestras e ensinou Lei Islâmica e Espiritualidade. Ele junto com seu irmão pregou o legado de seu ancestral Hazrat Ishaan. Como representante da família de Hazrat Ishaan, ele também cultivou a cultura de seu ancestral Hazrat Ishaan e escreveu poemas que são até hoje amplamente conhecidos sob os seguidores de Hazrat Ishaan. Um trabalho literário especial dele é a modificação do hino do legado de Hazrat Ishaan.

## Veneração

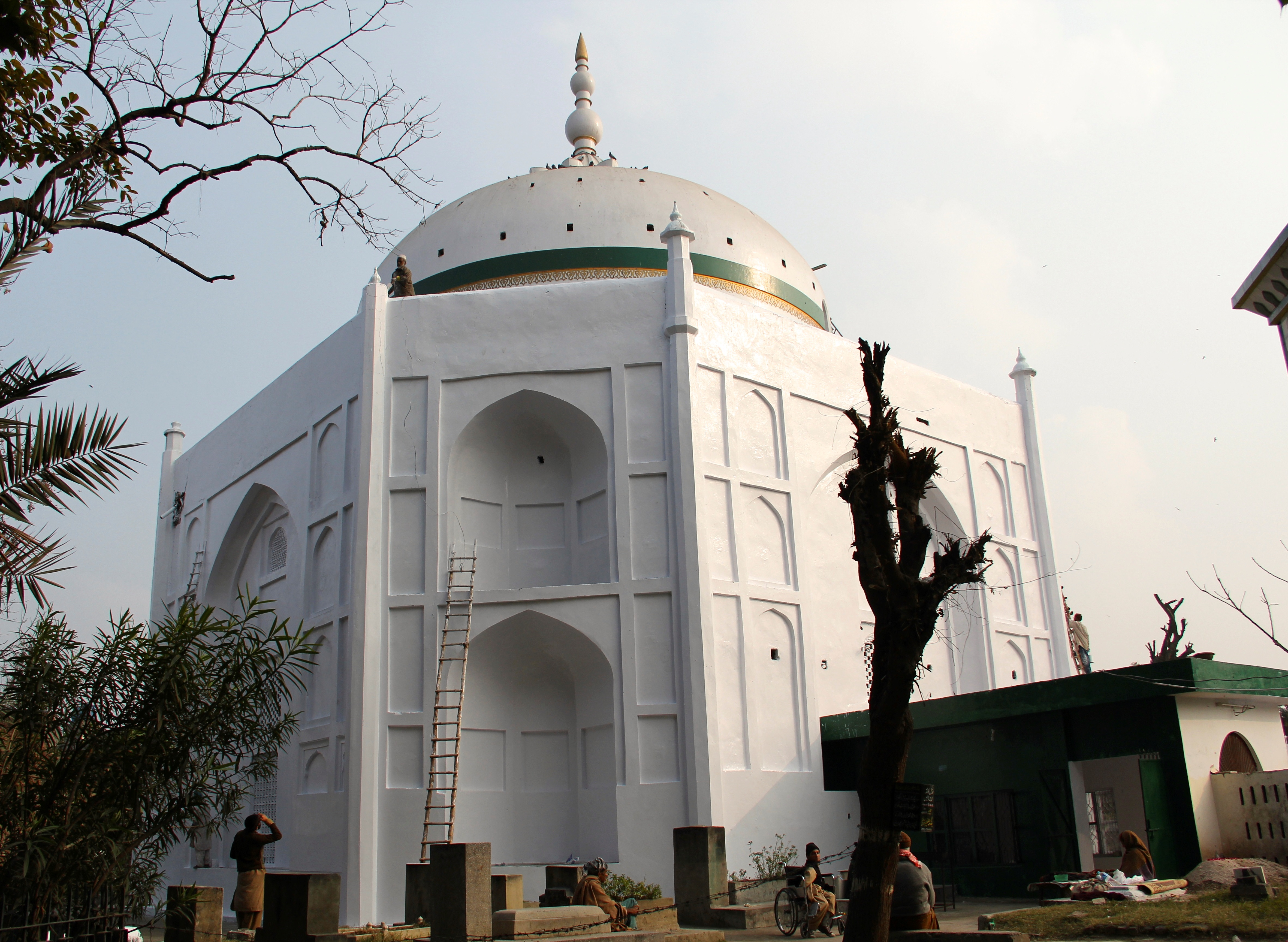
Mausoléu do Príncipe em Lahore

Sayyid Mahmud Agha era uma pessoa de mente muito aberta, que atraía pessoas de várias religiões. Os membros dos principais grupos religiosos em Lahore atribuíram-lhe poderes e atributos divinos, que eventualmente o permitiram converter seus seguidores não-muçulmanos ao Islã.

### Legado
Sayyid Mahmud Agha morreu em Lahore quando jovem, na casa dos vinte e está enterrado à esquerda do futuro túmulo de Sayyid Mir Jan. Em seu mausoléu em Begampura, Lahore. Por ocasião de sua morte houve um violento confronto entre seus seguidores de várias religiões, que lhe atribuíam a santidade de sua própria religião. Seus seguidores muçulmanos incluíam sunitas e xiitas, enquanto seus seguidores hindus em Lahore até atribuíam a ele o posto de reencarnação de Krishna. Além disso, ele foi considerado um Guru pelos sikhs contemporâneos em Lahore, embora Sayyid Mahmud Agha não fosse hindu ou sikh, mantendo seus valores como muçulmano conservador. Eventualmente, seu irmão mais velho, Sayyid Mir Jan, mediou e acalmou a multidão, decidindo enterrá-lo de maneira islâmica no Mausoléu de Hazrat Ishaan, convertendo os seguidores não-muçulmanos pacificamente e apaixonadamente ao Islã. Seu aniversário de morte é comemorado com orações curtas chamadas Zikr. É conhecido como o dia em que um Wali morreu apaixonado.
Seus seguidores o chamam de Nooron ala Noor ou "o manifesto da luz do Profeta Maomé".

### A "Rabita"
Ele é conhecido por sua lealdade ao seu irmão mais velho e mestre Sayyid Mir Jan. Isso é amplamente reconhecido como o conceito de Rabita no islamismo sunita Naqshband, que é dedicação, seguindo o mestre. Sayyid Mahmud Agha é dogmaticamente tomado como um exemplo de "Rabita". Ele supostamente se parecia com Maomé e Ali.